# Freilla humeralis
Freilla humeralis är en fjärilsart som beskrevs av Druce 1890. Freilla humeralis ingår i släktet Freilla och familjen nattflyn. Inga underarter finns listade i Catalogue of Life.